# Tren Ciudad de México-Pachuca
El Tren Ciudad de México-Pachuca será un tren de pasajeros que conectará Ciudad de México con la ciudad de Pachuca, en Hidalgo, pasando por los estados de Hidalgo y México. El proyecto fue anunciado por Claudia Sheinbaum el 10 de julio de 2024,como parte de los planes nacionales de infraestructura ferroviaria del 2018 al 2050. El 22 de marzo de 2025 se dio banderazo de inicio de obras, y se espera que el proyecto sea terminado el primer trimestre de 2027..

## Historia

### Antecedentes: El Jarocho
El Ferrocarril México-Veracruz, también llamado el Jarocho, fue un tren de carga que asimismo brindaba servicio de transporte de pasajeros, entonces operado por Ferrocarriles Nacionales de México, y que atravesaba Hidalgo. Funcionó desde 1937 por decreto del presidente Lázaro Cárdenas hasta la privatización de la red ferroviaria nacional acaecida en 1997. Constituyó la primera ruta ferroviaria de pasajeros en México desde la época porfirista.

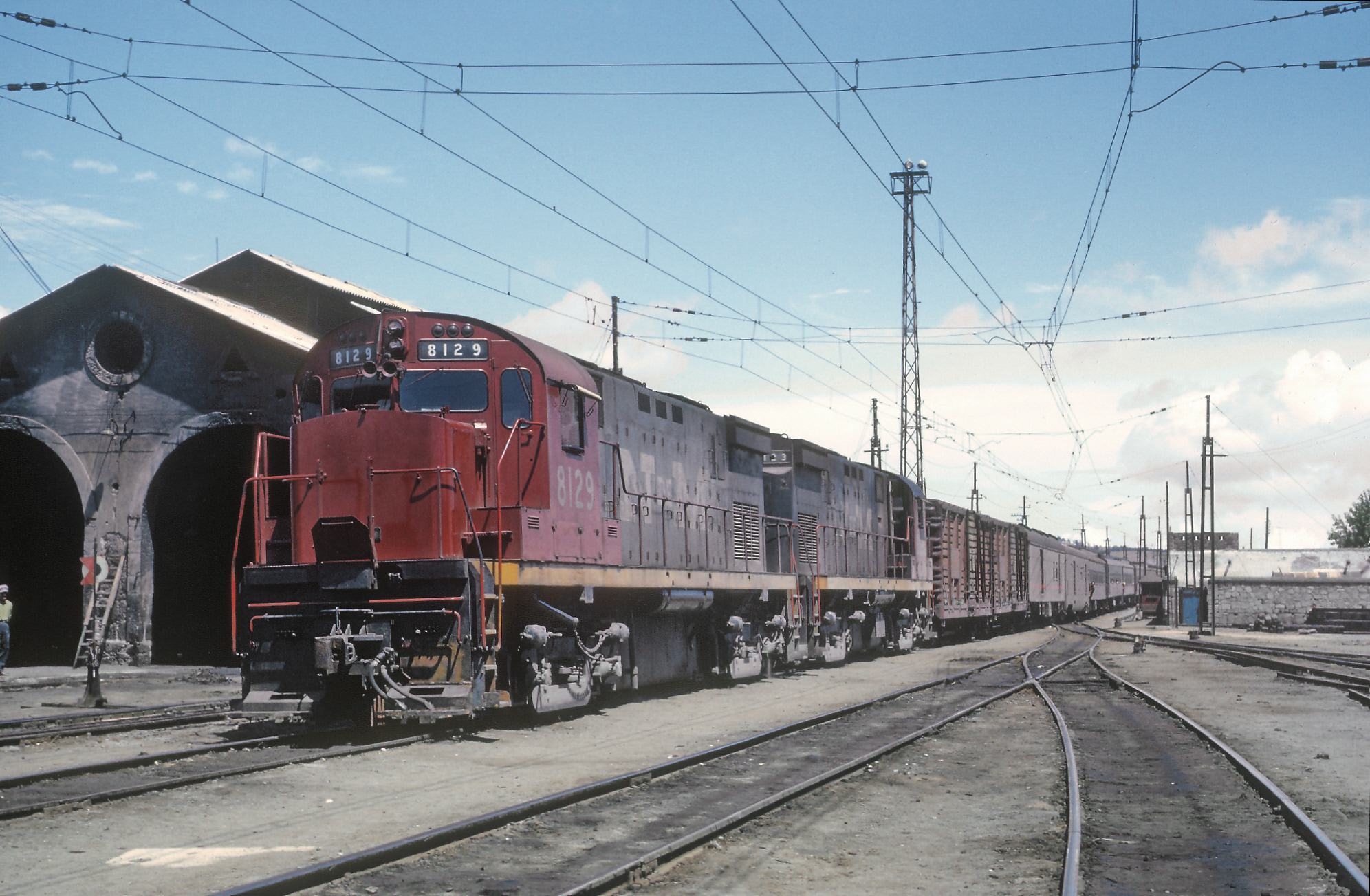
Locomotora de FNM con vagones de carga y de pasajero en el Estación Esperanza en Puebla en 1966

En 1997 tras ser privatizado el servicio por el presidente Ernesto Zedillo, la empresa Canadian Pacific Kansas City finalizó la ruta indefinidamente para el sistema de trenes de pasajeros el 18 de agosto de 1999 y su último viaje concluyó de regreso al estación Buenavista de la Ciudad de México.

### Reanudación
El 20 de noviembre de 2023, el expresidente Andrés Manuel López Obrador anuncia la reactivación de siete rutas de trenes de pasajeros tras un decreto la cuales es la ruta de Hidalgo.
- Tren AIFA-Pachuca.

### Propuesta formal
El 6 de octubre de 2024, se dio el banderazo del inicio del proyecto del Tren México-Pachuca, con los trabajos preliminares y de estudios sobre el derecho de vía para la construcción del tramo: AIFA a Pachuca con una longitud de 55.8 km, pasando por los siguientes municipios: Zumpango, Tecámac, Nextlapan y Temascalapa en México; Tizayuca, Zapotlán, Zempoala, Villa de Tezontepec, Jaltocán, Pachuca de Soto y Mineral de Reforma en Hidalgo.

### Construcción
El 22 de marzo de 2025 la Presidenta Claudia Sheinbaum con la empresa Olmeca-Maya-Mexica se dio inicio la construcción del tren, comenzado en el tramo de AIFA-Pachuca, utilizando la infraestructura del Ferrocarril Suburbano de la Zona Metropolitana del Valle de México del tramo Lecheria-AIFA.

## Características
El tren de pasajeros tendrá doble vía electrificada. 
Las estaciones son:
- Buenavista: Ubicada en la Ciudad de México, será la terminal del Tren México Pachuca. Con conexión con la Línea B del Metro de la Ciudad de México, el sistema 1 del Ferrocarril Suburbano de la Zona Metropolitana del Valle de México y con el Metrobús con las líneas 1, 3 y 4.
- Xaltocan: Será conectado por el tramo de la Línea Lecheria-AIFA.
- Xolox: Estará ubicado entre la comunidad de San Lucas de Xolox y Los Reyes de Akoxak.
- Tizayuca: Estará en la incorporación de la carretera Otumba-Tizayuca.
- Jagüey de Téllez: Será la segunda estación en Hidalgo, pensada para aquellos pasajeros que no van hasta el centro de la capital del estado.
- Pachuca: La última estación del recorrido estará situada en la intersección del Bulevar Colosio y el Viaducto Río de las Avenidas, cerca del cuartel de la Policía Estatal en la colonia Industrial La Paz.